# We Had It All
Albums de Scott Walker
Stretch
(1973) Climate Of Hunter
(1984)
We Had It All est le huitième album studio de Scott Walker sorti en 1974.

## Titres
1. Low Down Freedom
2. We Had It All
3. Black Rose
4. Ride Me Down Easy
5. You're Young And You'll Forget
6. House Song
7. What Ever Happened To Saturday Night
8. Sundown
9. Old Five And Dimers Like Me
10. Delta Dawn